# Por ella
«Por ella» es una canción grabada e interpretada por el cantautor español José Manuel Soto, publicada en 1988 e incluida en el álbum homónimo, el primero en la que publicó el músico.

## Descripción
Se trata de una balada en la que el autor declara su amor romántico hacia una mujer a la que atribuye todo lo bueno que le sucede en la vida. Con tonos aflamencados, se trata del tema más destacado y conocido en la carrera del artista.
Se ha afirmado en diversos medios de comunicación que el tema estaba dedicado a la socialite Carmen Ordóñez un amor "platónico" con ella que no pudo ser. El autor jamás quiso confirmarlo.
El tema llegó a vender más de 200.000 copias.

## Versiones
El cantautor brasileño Roberto Carlos hizo su propia versión, que incluyó en el LP Super héroe (1991).
También ha sido versionada por el grupo sevillano Siempre así en 2001.